# Září 2024
Toto je archivovaný článek z portálu Aktuality.
1. září – neděle
 David Kratochvíl získal na paralympijských hrách v Paříži druhou medaili, a to stříbrnou v plavání v závodě na 100 m znak. 
 V německých spolkových zemích Sasko a Durynsko se konaly zemské volby. Alternativa pro Německo vyhrála v zemských volbách v Durynsku se ziskem 32,8 % hlasů, následovaná CDU s 23,6 %. V sousedním Sasku volby CDU vyhrála s 31,9 %, AfD se umístila těsně druhá (30,6 %). Na třetím místě se v obou případech umístila nová levicová BSW. Strany vládní koalice propadly, dohromady získaly jen mezi 10 a 15 % hlasů. 
2. září – pondělí
 Lukostřelci David Drahonínský a Šárka Pultar Musilová získali na paralympijských hrách v Paříži v lukostřelbě ve smíšených týmech v kategorii W1 stříbrnou medaili. 
3. září – úterý
 Plavec David Kratochvíl si doplaval pro kompletní sadu medailí z paralympijských her v Paříži, když v polohovém závodě na 200 metrů získal bronzovou medaili. 
5. září – čtvrtek
 Francouzský prezident Emmanuel Macron jmenoval Michela Barniera novým premiérem. 
 Ve stolním tenise na paralympijských hrách v Paříži vybojoval Jiří Suchánek stříbrnou medaili. 
7. září – sobota
 Česko získalo další medaili v plavání na paralympijských hrách v Paříži, když Arnošt Petráček v závodě na 50 metrů znak doplaval na bronzovou medaili. 
 Vesmírná loď Starliner společnosti Boeing přistála bez posádky na základně White Sands v Novém Mexiku. Astronauti Barry Wilmore a Sunita Williamsová zůstávají na ISS. 
8. září – neděle
 V Paříži proběhl závěrečný ceremoniál, který oficiálně ukončil Letní paralympijské hry 2024 a předal pomyslnou štafetu do Los Angeles. 
 Edmundo González Urrutia, kandidát venezuelské opozice v prezidetských volbách, uprchl do Španělska. 
9. září – pondělí
 Sportovní arbitrážní soud zamítl odvolání Jevgenije Usťugova proti diskvalifikaci ze Zimní olympiády v Soči. Rozhodnutím změnil medailové pořadí a připravil Rusko o největší úspěch ve sportovní historii. 
11. září – středa
 V Drážďanech se zřítila část mostu Carolabrücke přes řeku Labe. 
13. září – pátek
 Izraelské speciální síly provedly výsadek na vojenské základně u města Masjaf v Sýrii. 
15. září – neděle
 V Krasově na Bruntálsku byla nalezena žena utonulá v říčce Krasovka. Stala se tak první známou obětí povodně v Česku. 
 Donald Trump, bývalý americký prezident a republikánský kandidát nadcházejících volbách, se dle vyjádření FBI stal terčem pokusu o atentát. 
16. září – pondělí
 Hejtman Moravskoslezského kraje Josef Bělica oznámil, že v Krnově byli nalezeni dva zemřelí muži, které zabila povodeň. Počet známých obětí se tak zvýšil na tři. 
17. září – úterý
 Téměř tři tisíce lidí byly zraněny a 12 jich zemřelo při sérii výbuchů pagerů příslušníků hnutí Hizballáh v Libanonu a Sýrii. 
 Ve Vladislavském sále Pražského hradu byla zahájena výstava Českých korunovačních klenotů. Výstavy budou probíhat každoročně kolem státního svátku Dne české státnosti. 
18. září – středa
 Asi 450 lidí bylo zraněno a 20 jich zemřelo při výbuších vysílaček příslušníků hnutí Hizballáh v Libanonu. 
19. září – čtvrtek
 Švédská vláda zrušila ekologickou daň, která zatěžovala letecké dopravce a zdražovala letenky. 
20. září – pátek
 Při izraelském útoku v Bejrútu byl zabit velitel operací Hizballáhu Ibráhím Akíl a dalších sedm lidí. 
21. září – sobota
 V Česku skončily krajské volby a první kolo senátních voleb. 
22. září – neděle
 Předsednictvo České pirátské strany, včetně předsedy strany Ivana Bartoše, rezignovalo na svou funkci. 
24. září – úterý
 Thajský král Mahá Vatčirálongkón podepsal zákon, který povoluje stejnopohlavní manželství. 
 Český premiér Petr Fiala (ODS) oznámil, že navrhne odvolání místopředsedy vlády pro digitalizaci a ministra pro místní rozvoj Ivana Bartoše (Piráti). 
26. září – čtvrtek
 Jihovýchod USA a další blízké státy postihl hurikán Helene. V důsledku prudkého větru a extrémních záplav zahynulo přes 250 lidí. 
28. září – sobota
 Izraelské obranné síly oznámily, že Hasan Nasralláh vůdce teroristické organizace Hizballáh, byl zabit při náletu na jižní Bejrút. 
 Skončilo druhé kolo voleb do Senátu Parlamentu České republiky. 
29. září – neděle
 V parlamentních volbách v Rakousku zvítězila Svobodná strana. 
 Miloš Vystrčil, předseda Senátu Parlamentu České republiky, vyznamenal Stříbrnou medailí třináct osobností a institucí. 